# Stoczek Łukowski (Landgemeinde)
Die Gmina wiejska Stoczek Łukowski ist eine Landgemeinde im Powiat Łukowski der Woiwodschaft Lublin in Polen, Sitz der Gemeinde ist die Stadt Stoczek Łukowski, die jedoch der Landgemeinde nicht angehört. Die Landgemeinde hat eine Fläche von 173,5 km² und 7744 Einwohner (Stand 31. Dezember 2020).

## Verwaltungsgeschichte
Von 1975 bis 1998 gehörte die Gmina zur Woiwodschaft Siedlce.

## Gliederung
Zur Landgemeinde Stoczek Łukowski gehören folgende 36 Schulzenämter:
Aleksandrówka
Błażejki-Ruda
Borki
Chrusty
Guzówka
Huta Łukacz
Jagodne
Jamielne
Jamielnik-Kolonia
Januszówka
Jedlanka
Kamionka
Kapice-Celej
Kienkówka
Kisielsk
Łosiniec
Mizary
Nowa Prawda
Nowe Kobiałki
Nowy Jamielnik
Rosy
Róża Podgórna
Stara Róża
Stare Kobiałki
Stary Jamielnik
Szyszki
Toczyska
Turzec
Wiśniówka
Wola Kisielska
Wólka Poznańska
Zabiele
Zgórznica
Weitere Orte der Landgemeinde sind Jamielnik, Nowa Guzówka, Róża, Stara Prawda, Warkocz und Wólka Różańska.